# Oxigen
L'oxigen és l'element químic de símbol O i nombre atòmic 8. És un calcogen, un no-metall molt reactiu i un oxidant que forma òxids amb facilitat amb la majoria dels altres elements, així com amb compostos.
El seu nom ve dels ètims grecs ὀξύς (oxís) (‘àcid’, del gust dels àcids) i -γενής (-genes) (‘productor’, literalment ‘engendrador’). A la taula periòdica pertany al grup dels calcògens i al període 2. És un element no metàl·lic molt reactiu que forma compostos (particularment òxids) fàcilment amb gairebé tots els altres elements. En condicions normals de pressió i temperatura, dos àtoms de l'element s'enllacen per formar dioxigen, un gas diatòmic inodor i insípid de fórmula química O₂. L'oxigen és el tercer element més abundant de l'Univers en massa, després de l'hidrogen i l'heli, i l'element més abundant en massa de l'escorça terrestre. El gas oxigen diatòmic constitueix el 20,9% del volum de l'atmosfera de la Terra.
Totes les classes principals de molècules estructurals dels éssers vius, com ara les proteïnes, els glúcids, els lípids i els àcids nucleics, contenen oxigen, igual que els principals compostos inorgànics que es troben a les closques, dents i ossos dels animals. L'oxigen en forma O₂ és produït a partir de l'aigua pels cianobacteris, les algues i les plantes durant la fotosíntesi, i és utilitzat en la respiració cel·lular de totes les formes de vida complexes. L'oxigen és tòxic pels organismes anaerobis obligats, que foren la forma dominant de vida primitiva a la Terra fins que el O₂ començà a acumular-se a l'atmosfera fa uns 2.500 milions d'anys. Una altra forma (al·lotròpica) de l'oxigen, l'ozó (O₃), ajuda a protegir la biosfera de la radiació ultraviolada amb la capa d'ozó, situada a gran altitud (però és un agent contaminant a la troposfera, on és un producte secundari del boirum). En altituds encara més elevades (òrbita terrestre baixa) l'oxigen atòmic té una presència important i és una causa d'erosió de les sondes espacials.
L'oxigen fou descobert independentment per Carl Wilhelm Scheele a Uppsala, el 1773 o abans, i Joseph Priestley a Anglaterra, el 1774, però sovint es dona la prioritat a Priestley, car la seva publicació fou impresa abans. El nom oxigen fou encunyat el 1777 per Antoine Lavoisier, els experiments del qual amb aquest element contribuïren a desacreditar l'aleshores popular teoria del flogist de la combustió i la corrosió. L'oxigen és produït industrialment per destil·lació fraccionada d'aire liquat, eliminant el diòxid de carboni i el nitrogen de l'aire per mitjà de zeolites, per l'electròlisi de l'aigua i altres mitjans. L'oxigen s'usa en la producció de l'acer, de plàstics i tèxtils, com a combustible de coets, en l'oxigenoteràpia i l'ozonoteràpia, i com a part de l'equip de manteniment de vida en aeronaus, submarins, viatges espacials i submarinisme.

## Característiques

### Estructura
En condicions normals de pressió i temperatura, l'oxigen és un gas incolor i inodor de fórmula O₂, en què els dos àtoms d'oxigen estan enllaçats químicament l'un amb l'altre amb una configuració electrònica en estat triplet. Aquest enllaç té un ordre d'enllaç de dos del qual sovint se simplifica la descripció com a enllaç doble o com una combinació d'un enllaç bielectrònic i dos enllaços trielectrònics.
L'oxigen triplet és l'estat fonamental de la molècula O₂. La configuració electrònica de la molècula presenta dos electrons no aparellats que ocupen dos orbitals moleculars degenerats. Aquests orbitals són considerats com d'antienllaç (que debiliten l'ordre d'enllaç de tres a dos), de manera que l'enllaç diatòmic de l'oxigen és més feble que l'enllaç triple diatòmic del nitrogen, en què tots els orbitals moleculars d'enllaç estan ocupats, però alguns orbitals d'antienllaç no ho estan.
En la forma triplet normal, les molècules de O₂ són paramagnètiques (formen un imant en presència d'un camp magnètic) a causa del moment magnètic d'espín dels electrons no aparellats de la molècula i l'energia d'intercanvi entre molècules veïnes de O₂. L'oxigen líquid és atret pels imants fins a tal punt que, en experiments de laboratori, es pot sostenir un pont d'oxigen líquid pel seu propi pes entre els pols d'un imant potent.
L'oxigen singlet, un nom que es dona a diverses espècies d'alta energia de O₂ molecular en què tots els espins d'electrons estan aparellats, és molt més reactiu amb les molècules orgàniques comunes. A la natura, l'oxigen singlet es forma habitualment durant la fotosíntesi, mitjançant l'energia de la llum solar. També és produït a la troposfera per la fotòlisi de l'ozó per part de llum de longitud d'ona curta, i pel sistema immunitari com a font d'oxigen actiu. Els carotenoides dels organismes fotosintètics (i possiblement també en els animals) tenen un paper important en l'absorció d'energia de l'oxigen singlet i en la conversió a l'estat fonamental no excitat abans que pugui danyar els teixits.

### Al·lòtrops

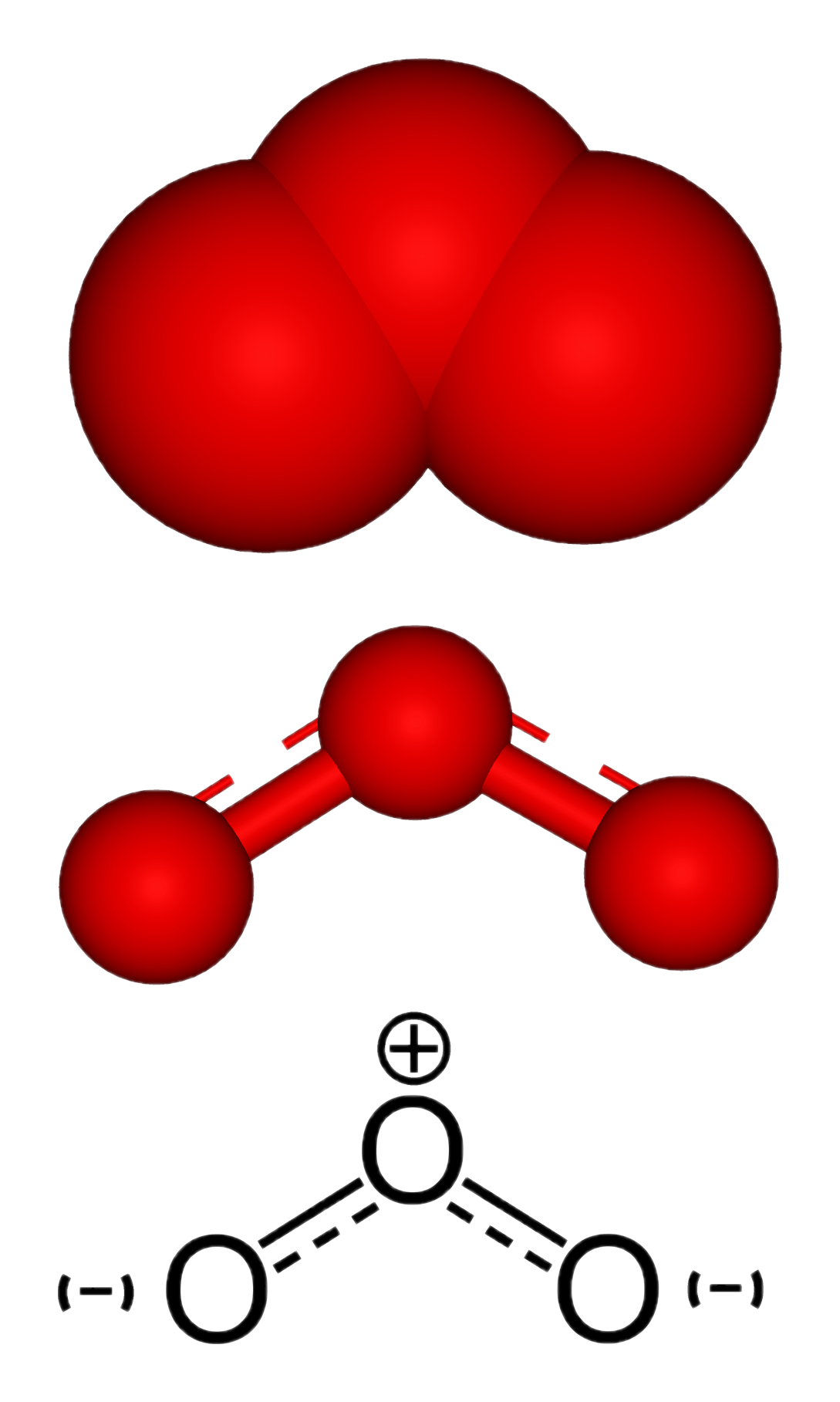
L'ozó és un gas rar que a la Terra es troba principalment a l'estratosfera.

L'al·lòtrop comú de l'oxigen elemental de la Terra s'anomena dioxigen, O₂. Té una longitud d'enllaç de 121 pm i una energia d'enllaç de 498 kJ·mol-1. Aquesta és la forma utilitzada per les formes complexes de vida, com ara els animals, en la respiració cel·lular (vegeu rol biològic) i és la forma que representa una part important de l'atmosfera terrestre (vegeu abundància). Els altres aspectes de l'O₂ són tractats a la resta d'aquest article.
El trioxigen (O₃), conegut habitualment com a ozó, és un al·lòtrop molt reactiu de l'oxigen que danya el teixit pulmonar. L'ozó és produït a l'atmosfera superior quan l'O₂ es combina amb l'oxigen atòmic format per la fragmentació de l'O₂ per part de la radiació ultraviolada (UV). Com que l'ozó absorbeix gran part de la regió UV de l'espectre, la capa d'ozó de l'atmosfera superior funciona com a escut protector del planeta contra la radiació. Tanmateix, a prop de la superfície és un contaminant format com a subproducte del gas d'escapament dels automòbils.
La molècula metaestable tetraoxigen (O₄ fou descoberta el 2001, i s'assumí que existia en un dels sis estats de l'oxigen sòlid). El 2006 es demostrà que aquest estat, creat mitjançant la pressurització de l'O₂ a 20 GPa, és en realitat un clúster romboèdric de l'O₈. Aquest clúster té el potencial per ser un oxidant molt més potent que l'O₂ o l'O₃, per la qual cosa se'l podria utilitzar com a combustible de coets. El 1990 se'n descobrí un estat metàl·lic que es produeix quan se sotmet l'oxigen sòlid a una pressió de més de 96 GPa i el 1998 es demostrà que a temperatures molt baixes, aquest estat esdevé superconductor.

### Propietats físiques
L'oxigen és més soluble en aigua que el nitrogen; l'aigua conté aproximadament una molècula d'O₂ per cada dues molècules d'N₂, en comparació amb una ràtio atmosfèrica d'aproximadament 1:4. La solubilitat de l'oxigen en aigua depèn de la temperatura, de tal manera que es pot dissoldre gairebé el doble d'oxigen (14,6 mg·L−1) a 0 °C que a 20 °C (7,6 mg·L−1). A 25 °C i 4 atm a l'aire, l'aigua dolça conté aproximadament 6,04 mil·lilitres (mL) d'oxigen per litre, mentre que -en les mateixes condicions- l'aigua marina en conté aproximadament 4,95. A 5 °C la solubilitat augmenta a 9,0 mL (un 50% més que a 25 °C) per litre per a l'aigua dolça, i a 7,2 mL (un 45% més) per litre per a l'aigua salada.
L'oxigen es liqua a 90,20 K (-182,95 °C, -297,31 °F) i es congela a 54,36 K (-218,79 °C, -361,82 °F). Tant l'O₂ líquid com el sòlid són substàncies transparents, però que en grans masses adquireixen un color blau cel causat per l'absorció de la vermella, mentre que la blava, a causa de la difusió de Rayleigh, no s'absorbeix (o ho fa molt menys). Se sol obtenir O₂ líquid de gran puresa per destil·lació fraccionada de l'aire liquat; també es pot produir oxigen líquid per condensació a partir de l'aire, utilitzant nitrogen líquid com a refrigerant. És una substància altament reactiva i cal allunyar-lo dels materials combustibles.

### Isòtops i origen estel·lar

Cap al final de la vida d'una estrella massiva, es concentra ¹⁶O a la capa O, ^{17}O a la capa H i ^{18}O a la capa He.

L'oxigen d'ocurrència natural es compon de tres isòtops estables, el ¹⁶O, el 17O i el 18O, sent el ¹⁶O el més abundant (99,762% d'abundància natural).
La part més gran del ¹⁶O és sintetitzada al final del procés de fusió de l'heli dels estels, però també se'n produeix una mica en el procés de combustió del neó. El 17O es forma principalment per la combustió d'hidrogen en heli durant el cicle CNO, cosa que en fa un isòtop comú en les zones consumidores d'hidrogen de les estrelles. La majoria del 18O és produït quan el ¹⁴N (abundant a causa de la combustió CNO) captura un nucli d'4He, fent que el 18O sigui comú a les zones riques en heli de les estrelles.
Se n'han caracteritzat catorze radioisòtops, el més estable dels quals són el 15O, amb un període de semidesintegració de 122,24 segons, i el ¹⁴O, amb una semivida de 70,606 s. Tots els altres isòtops radioactius tenen una semivida inferior a 27 s, i la majoria d'aquestes semivides són inferiors a 83 mil·lisegons. El mode de desintegració més comú dels isòtops més lleugers que el ¹⁶O és la desintegració β+ per generar nitrogen, i el mode més comú per als isòtops més pesants que el 18O és la desintegració beta per formar fluor.

### Abundància
L'oxigen és l'element químic més abundant en massa a la biosfera, l'aire, el mar i la terra.
L'oxigen és el tercer element químic més abundant de l'Univers, després de l'hidrogen i l'heli. Aproximadament un 0,9% de la massa del Sol és oxigen. L'oxigen constitueix un 49,2% de l'escorça terrestre en massa i és el component principal dels oceans de la Terra (88,8%) en massa. El gas oxigen és el segon component més comú de l'atmosfera terrestre, ja que en representa un 21,0% del volum i un 23,1% de la massa (aproximadament 1015 tones). La Terra és rara entre els planetes del sistema solar per l'elevada concentració de gas oxigen en la seva atmosfera: Mart (amb 0,1% d'O₂ en volum) i Venus tenen concentracions molt més baixes. Tanmateix, l'O₂ que envolta aquests altres planetes és produït només per l'impacte de la radiació ultraviolada sobre molècules amb oxigen, com ara el diòxid de carboni.

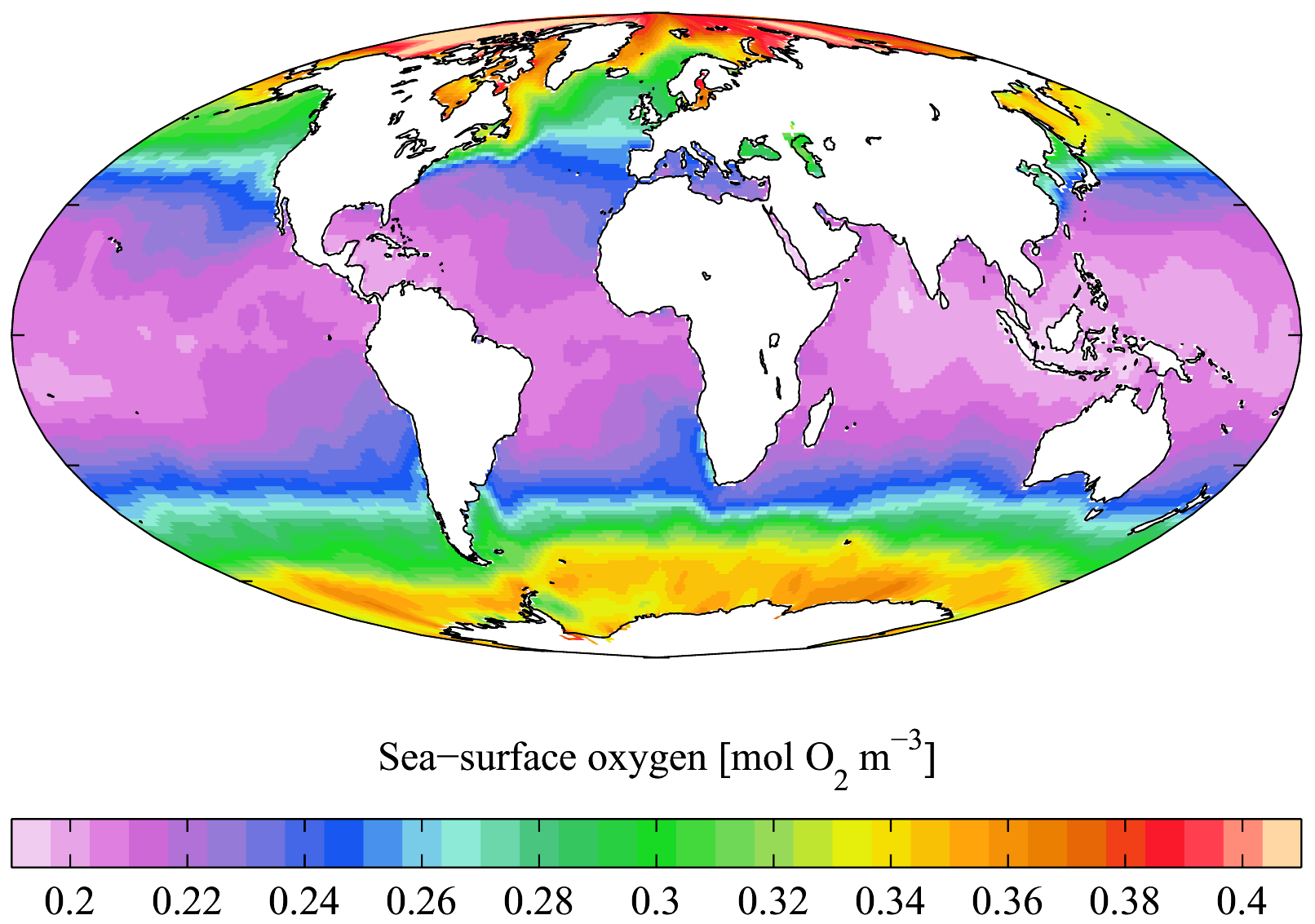
L'aigua freda conté més O₂ dissolt.

La concentració particularment elevada d'oxigen a la Terra és el resultat del cicle de l'oxigen. Aquest cicle biogeoquímic descriu el desplaçament de l'oxigen a dins i entre els tres principals reservoris a la Terra: l'atmosfera, la biosfera i la litosfera. El factor impulsor principal del cicle de l'oxigen és la fotosíntesi oxigènica, que és la responsable de la presència d'oxigen a l'atmosfera actual de la Terra. La fotosíntesi oxigènica (la que fan les plantes, les algues i els cianobacteris) allibera oxigen a l'atmosfera, i la respiració i la desintegració l'eliminen de l'atmosfera. En l'equilibri present, la producció i el consum d'oxigen s'esdevenen al mateix ritme, d'aproximadament 1/2.000 del total d'oxigen atmosfèric per any.
També hi ha oxigen lliure dissolt a les masses d'aigua de la Terra. La solubilitat augmentada de l'O₂ (vegeu propietats físiques) té conseqüències importants per a la vida als oceans, car els oceans polars suporten una densitat de vida molt superior gràcies al contingut més elevat d'oxigen. L'aigua contaminada pot tenir una quantitat reduïda d'O₂, exhaurida per algues i altres biomaterials en descomposició (vegeu eutrofització). Els científics avaluen aquest aspecte de la qualitat de l'aigua mesurant-ne la demanda bioquímica d'oxigen o la quantitat d'O₂ necessària per retornar-lo a la concentració normal.

## Paper biològic

### Fotosíntesi i respiració

La fotosíntesi fragmenta l'aigua per alliberar O₂ i fixa CO₂ en sucre.

A la natura, l'oxigen lliure es produeix per la fragmentació alimentada per la llum de l'aigua (fotòlisi) durant la fotosíntesi oxigènica. Les algues verdes i els cianobacteris dels medis marins produeixen aproximadament un 70% de l'oxigen lliure generat a la Terra i l'altre 30% és produït per les plantes terrestres.
Una fórmula general simplificada de la fotosíntesi és aquesta:
6CO₂ + 6H₂O + fotons → C₆H₁₂O₆ + 6O₂ (o simplement diòxid de carboni + aigua + llum solar → glucosa + dioxigen)
La fotòlisi de l'aigua es produeix a les membranes tilacoïdals dels organismes fotosintètics i requereix l'energia de quatre fotons. Hi ha molts passos, però el resultat és la formació d'un gradient de protons a través de la membrana tilacoïdal, que s'utilitza per sintetitzar ATP mitjançant fotofosforilació. L'O₂ restant després de l'oxidació de la molècula d'aigua és alliberat a l'atmosfera.

Relació entre la fotosíntesi i la respiració. L'oxigen (a l'esquerra) és consumit en la respiració dels compostos orgànics per formar diòxid de carboni i aigua. Aquests poden produir oxigen i compostos orgànics altra vegada en la fotosíntesi.

El dioxigen molecular, O₂, és essencial per a la respiració cel·lular en els organismes aeròbics. L'oxigen és utilitzat en els mitocondris per contribuir a formar adenosina trifosfat (ATP) durant la fosforilació oxidativa. La reacció de la respiració aeròbica és essencialment la contrària de la fotosíntesi i se simplifica així:
C₆H₁₂O₆ + 6O₂ → 6CO₂ + 6 H₂O +2880 kJ•mol-1
En els vertebrats, l'O₂ es difon a través de les membranes dels pulmons cap als glòbuls rojos. L'hemoglobina s'uneix a l'O₂, i els canvia el color d'un vermell blavós al roig brillant. Altres animals utilitzen l'hemocianina (mol·luscs i alguns artròpodes) o l'hemeritrina (aranyes i llagostes). Un litre de sang pot dissoldre 200 cm³ de O₂.
Les espècies reactives de l'oxigen, com ara l'ió superòxid (O₂-) i el peròxid d'hidrogen (H₂O₂) són productes secundaris perillosos de l'ús d'oxigen en els organismes. Tanmateix, parts del sistema immunitari dels organismes superiors creen peròxids, superòxids i oxígens singlet per destruir microbis invasors. Les espècies reactives de l'oxigen també tenen un paper important en la resposta hipersensible de les plantes contra l'atac dels patògens
Un adult en repòs inhala entre 1,8 i 2,4 grams d'oxigen per minut. Això significa que la humanitat inhala més de 6.000 milions de tones d'oxigen cada any.

### Acumulació en l'atmosfera

Acumulació del O₂ a l'atmosfera terrestre: 1) No es produeix O₂ (3.850–2.450 Ma); 2) Es produeix O₂, però és absorbit pels oceans i les roques del fons marí (2.450–1.850 Ma); 3) el O₂ comença a sortir dels oceans en forma de gas, però és absorbit per la superfície terrestre i la formació de la capa d'ozó (1.850–850 Ma); 4-5) Els reservoris de O₂ s'omplen i el gas s'acumula (0.85–present).

El gas oxigen lliure era pràcticament inexistent a l'atmosfera terrestre abans que evolucionessin els bacteris fotosintètics. L'oxigen lliure començà a aparèixer en quantitats significatives durant el Paleoproterozoic (entre fa 2.500 i fa 1.600 milions d'anys). Al principi, l'oxigen es combinà amb el ferro dissolt als oceans per crear formacions de ferro bandat. L'oxigen lliure començà a sortir dels oceans en forma de gas fa 2.700 milions d'anys i assolí un 10% del seu nivell actual fa aproximadament 1.700 milions d'anys.
La presència de grans quantitats d'oxigen dissolt i lliure als oceans i l'atmosfera podria haver causat l'extinció de la majoria d'organismes anaeròbics aleshores vivents, durant la catàstrofe de l'oxigen, fa uns 2.400 milions d'anys. Tanmateix, la respiració cel·lular amb O₂ permet als organismes aeròbics produir molt més ATP que els anaeròbics, ajudant-los a dominar la biosfera terrestre. La fotosíntesi i la respiració cel·lular de O₂ permeté l'evolució de les cèl·lules eucariotes i finalment organismes multicel·lulars complexos com ara plantes i animals.
Des de principis del Cambrià, fa 540 milions d'anys, els nivells de O₂ han fluctuat entre el 15% i el 30% en volum. A finals del Carbonífer (fa uns 300 milions d'anys), els nivells de O₂ atmosfèric assoliren un màxim d'un 35% en volum, permetent als insectes i amfibis arribar a mides molt més grans que els seus descendents actuals. Les activitats humanes, incloent-hi la combustió de 78.000 milions de tones de combustibles fòssils cada any, han tingut un efecte molt petit en la quantitat d'oxigen lliure a l'atmosfera. Al ritme actual de fotosíntesi, caldrien uns 2.000 anys per regenerar tot el O₂ present a l'atmosfera.

## Història

### Primers experiments

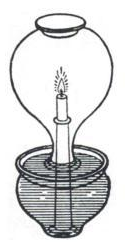
L'experiment de Filó inspirà els investigadors posteriors.

Un dels primers experiments coneguts sobre la relació entre la combustió i l'aire fou dut a terme per l'escriptor de mecànica grec del segle ii aC Filó de Bizanci. A la seva obra Pneumatica, Filó observà que, en invertir un recipient sobre una espelma encesa i envoltar el coll del recipient amb aigua, una mica d'aigua pujava al coll.
Filó deduí incorrectament que parts de l'aire del recipient es convertien en l'element foc i així podien escapar a través de porus del vidre. Molts segles més tard, Leonardo da Vinci continuà l'obra de Filó observant que una part de l'aire es consumeix durant la combustió i la respiració.
A finals del segle xvii, Robert Boyle demostrà que l'aire és necessari per a la combustió. El químic anglès John Mayow polí aquest treball demostrant que el foc només requereix una part de l'aire, que anomenà spiritus nitroaereus o simplement nitroaereus. En un experiment descobrí que, en posar o bé un ratolí o bé una espelma encesa dins un recipient tancat a sobre d'aigua feia que l'aigua pugés i reemplacés una catorzena part del volum de l'aire abans d'extingir els subjectes. D'això, Mayow deduí que el nitroaereus es consumeix tant en la respiració com en la combustió.

### Descobriment
Carl Wilhelm Scheele (1742-1786) farmacèutic i químic suec (tot i que d'origen alemany), descriu el descobriment de l'oxigen, produït durant els seus treballs entre 1772 i 1773, en el seu llibre Chemische Abhandlung von der Luft und dem Feuer ('Tractat químic de l'aire i del foc') publicat en 1777.
Tradicionalment aquest descobriment ha estat atribuït al químic angloamericà Joseph Priestley (1733-1804), qui el descobrí de manera independent en 1772, tot i que el primer que publicà un treball sobre aquest gas i li donà nom fou el químic francès Lavoisier (1743-1749) en 1777. Utilitzà per a això dues arrels gregues: ὀξύς (oxís) ('àcid', literalment 'punxant', pel sabor dels àcids) i -γενής (-genés) ('generador'), perquè va creure que l'oxigen era un constituent indispensable dels àcids.
En escalfar monòxid de mercuri, Priestley va obtenir dos vapors: un es condensava en gotes, el mercuri, però, què era l'altre? Priestley ajuntà aquest gas en un recipient i feu alguns assaigs: si introduïa una brasa de fusta, cremava; si hi apropava ratolins vius, aquests es tornaven molt actius. En vista del qual, Priestley inhalà una mica d'aquest gas i notà que se sentia molt «lleuger i còmode». A aquest gas l'anomenà aire desflogistitzat, avui se sap que era oxigen. Tanmateix, Priestley fou la primera persona que emprà una màscara d'oxigen.

## Aplicacions
La principal utilització de l'oxigen és com oxidant, car té una elevada electronegativitat, només superada pel fluor; així, per exemple, s'usa oxigen líquid en els motors de propulsió dels coets, mentre que en els processos industrials i en el transport l'oxigen per a la combustió es pren directament de l'aire. Altres aplicacions industrials són la soldadura i la fabricació d'acer i metanol.
La medicina també fa ús de l'oxigen subministrant-lo com a suplement a pacients amb dificultats respiratòries; i s'empren botelles d'oxigen en diverses pràctiques esportives com el submarinisme o laborals, en el cas d'accedir a llocs tancats, o escassament ventilats, amb atmosferes contaminades (neteja interior de dipòsits, treball en sales de pintura, etc.)
L'oxigen provoca una resposta d'eufòria a qui l'inhala, pel que històricament ha estat usat com a divertiment, pràctica que persisteix avui en dia. En el segle xix també es va utilitzar, mesclat amb òxid de dinitrogen com analgèsic.

## Compostos
La seva alta electronegativitat el fa reaccionar amb gairebé qualsevol element químic exceptuant els pocs gasos nobles. El compost més notable de l'oxigen és l'aigua (H₂O); altres compostos ben coneguts són el diòxid de carboni (CO2), els alcohols (R-OH), aldehids, (R-CHO), i àcids carboxílics (R-COOH).
Els radicals clorat (ClO₃-), perclorat (ClO₄-), cromat (CrO₄2-), dicromat (Cr₂O₇2-), permanganat (MnO₄-) i nitrat (NO₃-) són forts agents oxidants. Els epòxids són èters en els quals l'àtom d'oxigen forma part d'un anell de tres àtoms.
L'ozó (O₃) es forma mitjançant descàrregues elèctriques en presència d'oxigen molecular (durant les tempestes elèctriques per exemple), i s'acumula a l'atmosfera a la capa d'ozó. S'ha trobat a l'oxigen líquid, en petites quantitats, una doble molècula d'oxigen (O₂)₂.

## Precaucions
L'oxigen pot ser tòxic a elevades pressions parcials.
Alguns compostos com l'ozó, el peròxid d'hidrogen i radicals hidroxil són molt tòxics. El cos humà ha desenvolupat mecanismes de protecció contra aquestes espècies tòxiques. Per exemple el glutatió actua com a antioxidant, igual que la bilirubina (un producte derivat del metabolisme de l'hemoglobina).
Els derivats oxigenats són propensos a generar radicals lliures, especialment durant els processos metabòlics. Aquests radicals són altament reactius, i són capaços de danyar les cèl·lules i el seu ADN i, per tant, són relacionats amb el càncer i l'envelliment cel·lular.

### Combustió
Les fonts d'oxigen molt concentrades promouen una combustió ràpida. Hi ha risc de foc i d'explosió quan es posen propers oxidants i combustibles; de tota manera cal un iniciador de la combustió com és la calor o una espurna.
Les atmosferes riques en oxigen en presència de materials combustibles són susceptibles de provocar incendis que es propaguen amb gran rapidesa així com explosions. El mateix succeeix si les fonts d'oxigen són clorats, perclorats, dicromats, etc
L'O
2 concentrat farà que el procés de la combustió sigui ràpid i energètic.
Els vessaments d'oxigen líquid, si es permet que mullin la matèria orgànica com la fusta, productes petroquímics i l'asfalt pot fer que aquests materials detonin de manera impredictible amb un impacte mecànic. Com altres líquids criogènics en contacte amb el cos humà poden fer congelacions de la pell i els ulls.